# Павлюково (Тверская область)
Павлюко́во — деревня в Конаковском районе Тверской области. Входит в состав сельского поселения «Завидово».

## География
Находится в юго-восточной части Тверской области на расстоянии приблизительно 18 км на юго-запад по прямой от районного центра города Конаково.

## История
Известна с 1624 года. В 1859 году здесь (территория Клинского уезда Московской губернии) был учтен 61 двор.

## Население
Численность населения: 467 человек (1859 год), 80 (русские 94 %) в 2002 году, 46 в 2010.

### Известные жители
- Засосов, Иван Иванович (1900—1941) — и. о. председателя артиллерийского комитета Главного артиллерийского управления РККА.
- Калямин, Вячеслав Иванович (1940—2001) — председатель Архангельского областного собрания депутатов (1996—2000), член Совета Федерации (1996—2001).